# Ramal Monte Caseros-Corrientes del Ferrocarril General Urquiza
El ramal Monte Caseros-Corrientes (ramal U-34) pertenece al Ferrocarril General Urquiza en Argentina.

## Ubicación
Se halla en la provincia de Corrientes, atravesándola de sudeste a noroeste, a través de los departamentos Monte Caseros, Curuzú Cuatiá, Mercedes, San Roque, Saladas, Empedrado y Capital.

## Historia
En épocas de Ferrocarriles Argentinos, hasta el 10 de marzo de 1993, se prestaba el servicio de El Correntino. Desde entonces se encuentra sin servicio de pasajeros.